# 국도 제144호선 (일본)

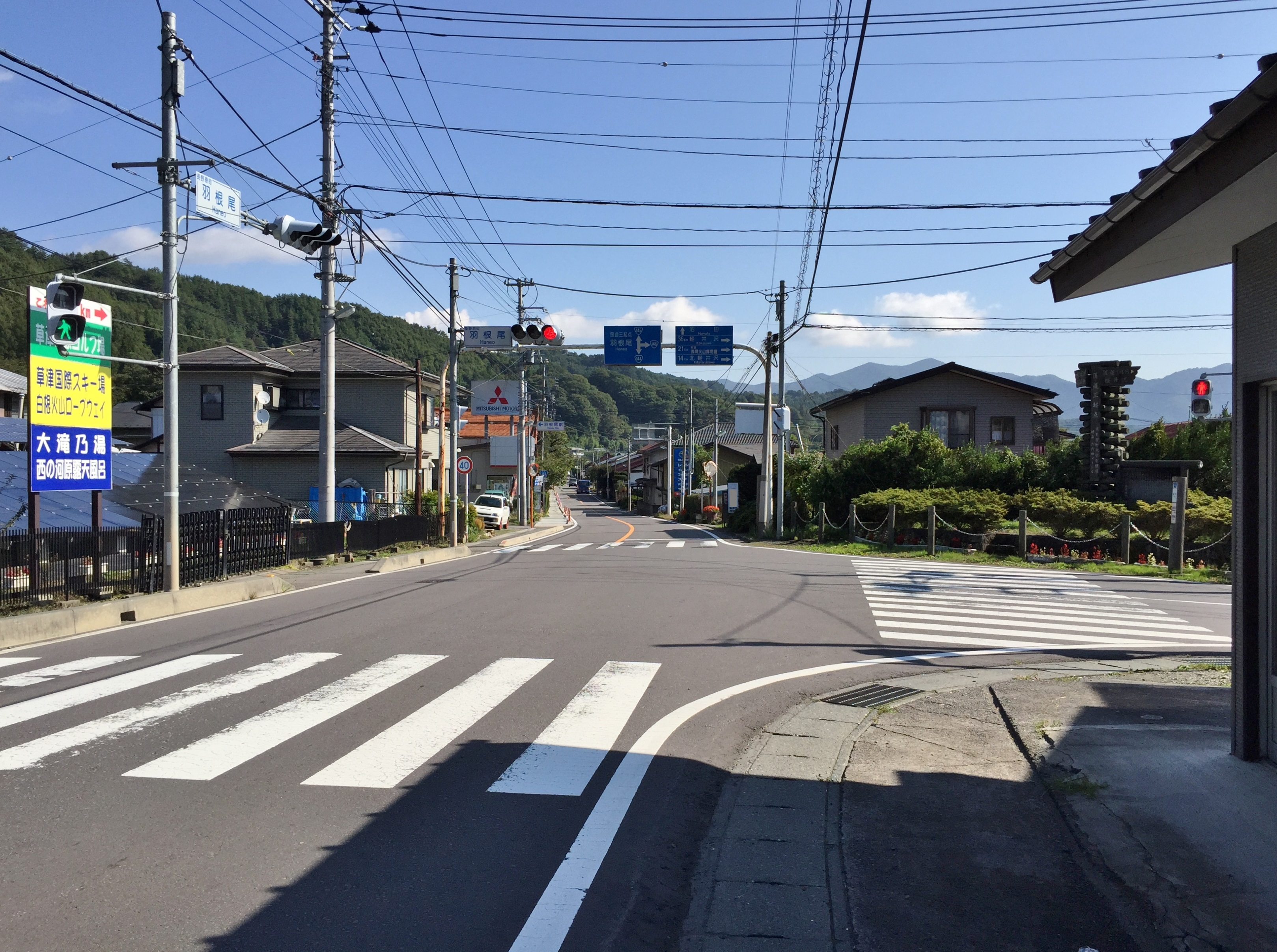
기점, 나가노하라정 (하네오 교차로)

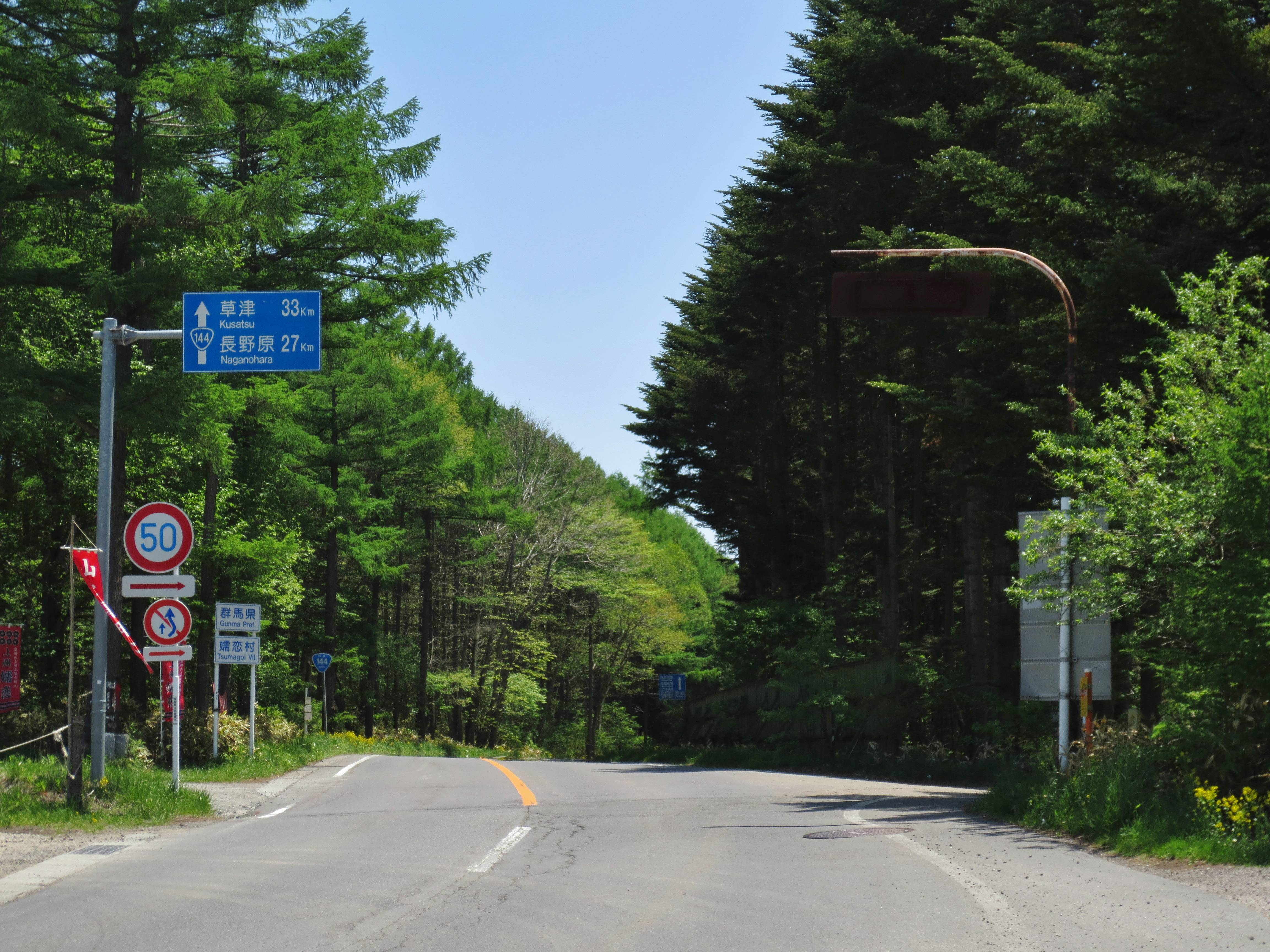
도리 고개 (군마현과 나가노현의 현계선)

국도 제144호선(일본어: 国道144号)은 군마현 아가쓰마군 나가노하라정에서 나가노현 우에다시까지 이어주는 일본의 일반 국도로, 총 연장은 44.0 km이다.

## 개요

### 노선 정보
일반 국도의 노선을 지정하고 있는 정령에 의거한 기종점 및 경유지는 다음과 같다.
- 기점 : 아가쓰마군 나가노하라정 (하네오 교차로 = 국도 제145호선과 국도 제146호선의 기점 및 국도 제406호선의 상부)
- 종점 : 우에다시 (주오히가시 교차로 = 국도 제18호선과의 교점)
- 중요한 경과지 : 나가노현 지사가타군 사나다정[1]
- 총 연장 : 44.0 km[2]
- 중용 연장 : 0.0 km[3]
- 실제 연장 : 44.0 km[4]
  - 현도 : 43.9 km[5]
  - 구도 : 0.1 km[6]
  - 신도 : 없음
- 지정 구간 : 없음

## 연혁
- 1953년 (쇼와 28년) 5월 18일 : 2급 국도 144호 나가노하라 우에다 선으로 지정 시행
- 1965년 (쇼와 40년) 4월 1일 : 1, 2급의 구분을 폐지하고 형식상 일반 국도 144호선으로 명칭 변경
- 2019년 (레이와 원년) 10월 12일 : 태풍 하기비스에 의한 홍수의 여파에 따라, 아가쓰마강(일본어판)이 범람하게 되었고, 교량과 도로가 곳곳에서 붕괴되면서 이 일대의 통행에 불편까지 초래됨.

## 노선 개황

### 중복 구간
- 국도 제406호선 (일본)(일본어판) : 군마현 아가쓰마군 나가노하라정 하네오 교차로 - 나가노현 우에다시 사나다마치오사 교차로

## 지리

### 통과하는 지자체
- 군마현
  - 아가쓰마군 (나가노하라정 - 쓰마고이촌)
- 나가노현
  - 우에다시

### 통과하는 도로
고속도로
- 조신에쓰 자동차도

일반 국도
- 국도 제18호선
- 국도 제145호선
- 국도 제146호선 (일본)(일본어판)
- 국도 제406호선 (일본)(일본어판)

현도
- 군마현도 제59호선
- 군마현도·나가노현도 94호선
- 나가노현도 제4호선
- 나가노현도 제35호선